# 蜘蛛網

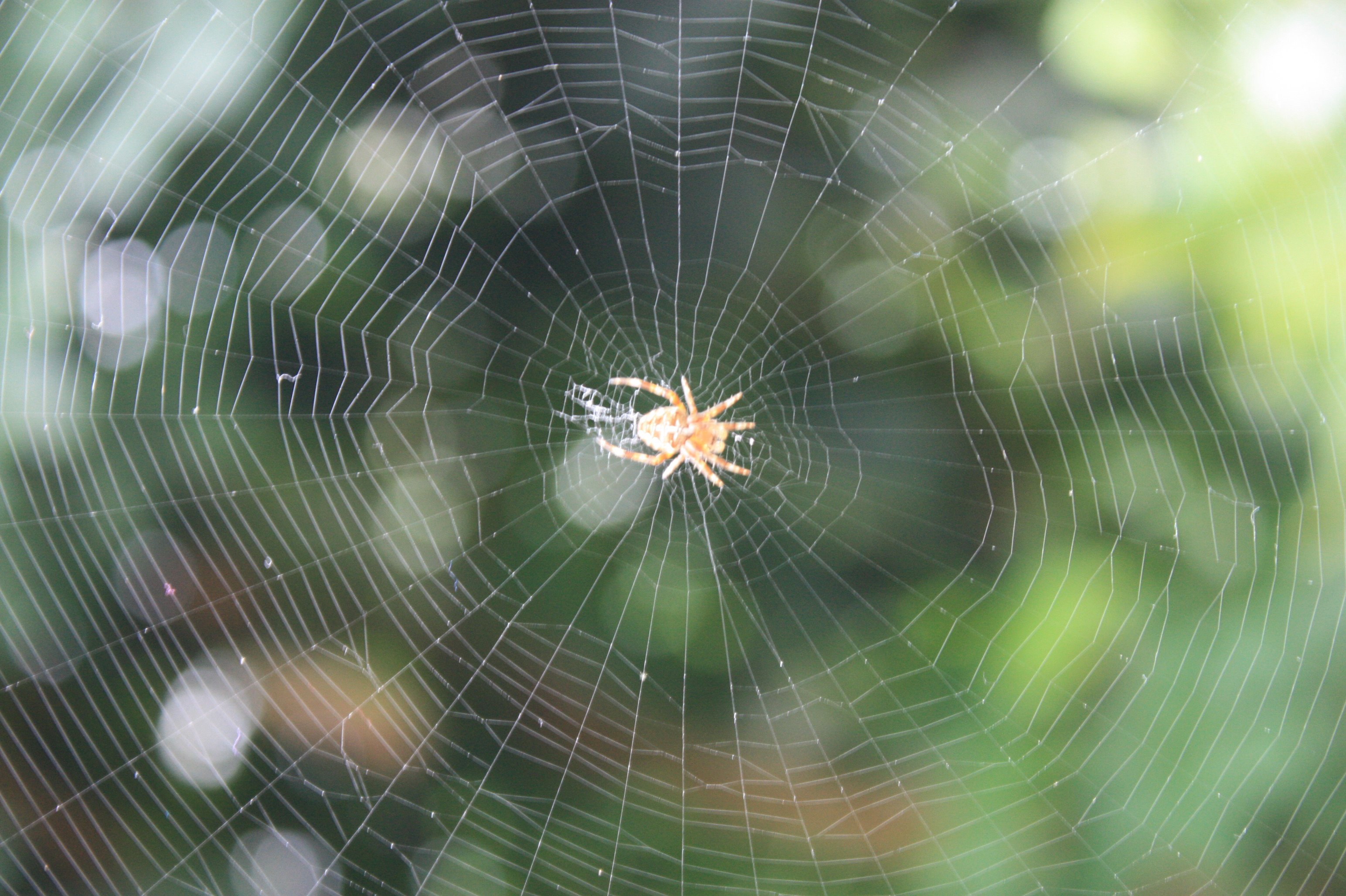
蜘蛛網

藝術作品中用來表示蜘蛛網的典型圖像

蜘蛛網是由部分種類的蜘蛛吐絲所編成的網狀物，用以捕獲昆蟲、小型脊椎動物等作食物，或用以結巢居住。蜘蛛可以感應到獵物衝撞或受困於蜘蛛網上時所產生的震動；在完成牠們的網後，蜘蛛會在網上或附近等待獵物落入陷阱。蜘蛛網裏有些絲有黏性，有些沒有。由於蜘蛛本身的行動也會受自己的黏液所影響，因此當牠們在網上移動時，會避免踩到帶有黏液的絲線。
有一些蜘蛛絲的強度比同等重量的鋼絲還要強，彈性也較高。是材料學的研究課題之一，具有產業上的潛在應用價值，可使用於製造防彈背心或人造肌腱等物品。而為了製造人造蜘蛛絲，有些研究者利用基因改造的哺乳動物來生產所需的蛋白質。